# (15380) 1997 QQ4
1997 كيو كيو 4 (ويعرف أيضًا باسم (15380) 1997 كيو كيو 4 وفق تسمية الكوكب الصغير) (بالإنجليزية: 1997 QQ4)‏ هو كويكب ضمن حزام الكويكبات؛ وترتيبه 15380 من حيث الاكتشاف.
اكتُشف هذا الجُرم الفلكي بواسطة OCA–DLR Asteroid Survey ‏ في 30 أغسطس 1997.

## وصلات خارجية
- (15380) 1997 QQ4 في قاعدة بيانات مختبر الدفع النفاث لأجرام النظام الشمسي الصغيرة

- الاكتشاف · مخطط المدار ·  العناصر المدارية · المعلمات المادية

- (15380) 1997 QQ4 على موقع ويكي سكاي: DSS2, SDSS, GALEX, IRAS, Hydrogen α, X-Ray, Astrophoto, Sky Map, Articles and images